# Tumin (Syria)
Tumin (arab. تومين) – miejscowość w Syrii, w muhafazie Hama, w dystrykcie Hama, w poddystrykcie Harbinafsa, zamieszkana głównie przez prawosławnych. W 2004 roku liczyła 2129 mieszkańców.